# Alberto Borghini
Alberto Borghini (Massa, 30 gennaio 1950) è un filologo classico, semiologo e antropologo italiano.

## Biografia

### Gli anni di formazione
Laureatosi in Lettere Classiche presso l'Università di Pisa, si formò come filologo classico e poi come linguista teorico, frequentando a Parigi i corsi di André Martinet, Roland Barthes e Claude Lévi-Strauss. Si specializzò in Linguistica teorica con Luigi Heilmann e Edoardo Vineis. Fu ricercatore nell'Istituto di Filologia classica dell'Università di Pisa; quindi insegnò Antropologia culturale presso il Politecnico di Torino e Semiotica, di nuovo presso l'Università di Pisa. Svolse periodi di studio e di ricerca in Austria, in Francia (di nuovo Parigi), in Germania (a Gottinga e a Münster) e negli Stati Uniti, dove fu visiting professor presso la Columbia University.

### Le ricerche documentarie del CDTO
L'approdo all'antropologia, in particolare allo studio dei racconti popolari, scaturì dall'interesse giovanile per le narrazioni dell'immaginario folclorico, che raccolse dapprima nel territorio delle Alpi Apuane (nel loro versante altogarfagnino), formando un primo nucleo di quello che diventerà un Centro di Documentazione della Tradizione Orale di respiro nazionale. Per la costruzione del Centro a Piazza al Serchio si avvalse della collaborazione di Umberto Bertolini e di laureandi e studenti iscritti ai suoi corsi di Antropologia culturale e Semiotica, con i quali organizzò e diresse ricerche documentarie sul campo in diverse regioni d'Italia. L'iniziativa prevedeva in prospettiva l'allestimento di una banca dati dell'oralità utile ai ricercatori e agli studiosi di tradizioni popolari e di letteratura, che fosse anche funzionale alla progettualità culturale sul territorio.

### Metodi di ricerca sul campo
Privilegiò una ricerca capillare e sistematica delle narrazioni, rispettosa di alcuni semplici criteri metodologici:
- raccolta dei racconti orali mediante registrazione diretta, manoscritta o audio/video, con identificazione degli informatori, data e luogo dell'intervista;
- valorizzazione di ogni informazione resa liberamente, senza forzature interpretative o interferenze esterne, con particolare apprezzamento per le attestazioni spontanee, ingenue, illetterate, prive di filtri che potessero alterare o abbellire con artifici il testo raccolto o la fonte narrativa;
- attenzione e considerazione per i frammenti, dal momento che le tradizioni si manifestano spesso con emergenze incomplete e scarsamente comprensibili agli stessi soggetti che interagiscono (intervistatore e informatore);
- rilevazione accurata e il più possibile estesa delle varianti di un medesimo racconto/tradizione, attraverso le quali indagare le dinamiche linguistiche e semantiche interne e le convergenze simboliche tra i racconti;
- trascrizione delle testimonianze con massima aderenza al lessico e alla sintassi del parlato popolare.

Altre operazioni successive alla raccolta, come la digitalizzazione, la traduzione (quando necessaria), la catalogazione e la restituzione in varie forme alla comunità, sono più pertinenti alla fase dell’organizzazione archivistica e museale.

### Una banca dati dell'oralità che diventa Museo
L'archivio, tuttora in espansione per l'apporto di nuovi materiali e ricerche, nel 2019 trovò una nuova sede con la fondazione, per iniziativa di Umberto Bertolini, del Museo italiano dell'immaginario folklorico di Piazza al Serchio; al suo interno è conservato e disponibile alla consultazione il repertorio delle narrazioni, in forma multimediale e cartacea, nonché i testi dello studioso che documentano molteplici aspetti della cultura popolare. Borghini è autore di numerose pubblicazioni nel campo della filologia classica, della linguistica teorica e dell'immaginario folclorico. Dal 2019 dirige il Museo ed è condirettore, assieme a Mario Seita, di "Serclus, rivista del Centro di documentazione della tradizione orale di Piazza al Serchio", fondata nel 2010.

### Contributi teorici e proposte di analisi
La sua indagine antropologica porta il segno della formazione filologica e linguistica: da una iniziale adesione a Lévi-Strauss e a Greimas, e attraverso influenze e apporti di pensatori e linguisti, tra cui Jacques Lacan e Charles Sanders Peirce, andò elaborando una personale ricerca teorica tendente alla costruzione di una grammatica del simbolico di tradizione popolare e una semiotica dei racconti di folclore. Utilizzando come riferimenti alcune dicotomie saussuriane (sincronia-diacronia, langue-parole, paradigma-sintagma), egli assume il concetto di struttura come ‘struttura del significante’, dove il significante è inteso semanticamente e come participio presente attivo (sema ‘in grado di significare’). Il messaggio viene ricondotto al piano della lingua, in quanto è linguisticamente preliminare sia all'esperienza/vicenda del singolo individuo sia al testo/narrazione che il singolo produce in una situazione contingente. Il messaggio appartiene dunque, prima che al soggetto (parole), alla lingua/langue (codice o sistema delle regole condivise dalla comunità dei parlanti nella concezione di Ferdinand de Saussure), di cui Borghini sottolinea il valore di struttura semantica che si produce dinamicamente e illimitatamente. In altri termini il singolo soggetto, con le sue esperienze concrete e specifiche, si situa in un messaggio che la lingua, con le sue strutturazioni e con le sue proiezioni semantiche, ha già predisposto come strumento.
Oggetti di studio sono fiabe, leggende, racconti di paura o altro tipo di narrazioni, che danno luogo ad una vera e propria mitologia dei territori, fatta di figure (streghe, orchi, folletti, spiriti, demoni, animali straordinari, ecc.) e figurazioni collegate simbolicamente. Le ‘figurazioni’, secondo l’accezione di Borghini, sono le predicazioni relative alle figure, i loro tratti pertinenti, ossia gli attributi, gli strumenti, le azioni e le modalità delle azioni, quali si manifestano attraverso l'analisi delle varianti. Sono in prima istanza questi elementi predicativi, nel loro dinamico aggregarsi ad ogni figura mediante associazioni analogiche, che aprono alla dimensione simbolico-significante, all'identificazione semantica del messaggio. La ricerca è produttiva se procede principalmente in senso paradigmatico, per correlazioni associative (o potenzialità associative) inerenti al significante (sema), in grado di significare altri semi all'infinito (percorso asintotico), a prescindere dal soggetto. Ciascun racconto è interpretabile non nella sua concreta fenomenologia (contesto immediato di racconto-esperienza), ma in un ambito assente e lontano, in un altrove rispetto all'esperienza in atto (contesto non immediato).
L'immaginario popolare è uno dei modi o forse il modo privilegiato secondo cui un territorio si qualifica come paesaggio culturale: gli eventi del fantastico che attraversano i racconti spesso si localizzano in un luogo, ma trovano una loro coerenza logica nel messaggio come tale, che è un fatto di lingua e prescinde dal soggetto che lo emette e da quello che lo riceve. Nella prospettiva di Borghini, esiste una geografia che si costituisce come rete narrativa, dove i racconti localmente fissati connotano culturalmente il territorio come lingua simbolica e grammatica dell’immaginario. Elaborando una teoria del locale e globale, nel loro rapporto di correlazione-opposizione, egli ha semioticamente interpretato il globale come funzione inerente al locale stesso: posto un sema, la funzione di globalità è data dalle potenzialità associative infinite inerenti al sema stesso (struttura). In altre parole, sul versante dei racconti folclorici, le varianti di cui si compone ciascun messaggio si organizzano lungo tracciati capaci di mettere in relazione eventi folclorici fra loro lontani nel tempo e nello spazio; per questa via si scoprono tra l'altro rapporti diacronici inediti tra mitologia antica e immaginario attuale.

## Opere
- Semiosi nel folklore: prospettive tipologiche e analisi 'locali': Toscana, Liguria, Piemonte, collana Terre di Garfagnana, Piazza al Serchio, Biblioteca comunale G. Venturelli, Centro di documentazione della tradizione orale, 1998.
- Semiosi nel folklore, 2: prospettive tipologiche e analisi 'locali', collana Terre di Garfagnana, Piazza al Serchio, La Giubba, 2001.
- Il 'primo nodo del mattino': la scopa, la paglia. La 'sposa di fieno' e l'astuta servetta di Quart. Verso il modello analogico, in Tradizioni Popolari, n. 1, Colonia, Germania, Experiences Verlag, 2002.
- Semiosi nel folklore, 3: prospettive tipologiche e analisi 'locali', collana Terre di Garfagnana, Piazza al Serchio, Centro di documentazione della tradizione orale, 2003.
- Varia Historia. Narrazione, territorio, paesaggio. Il folklore come mitologia, Roma, Aracne editrice, 2005, ISBN 88-548-0194-1.
- Zonodrakontis. Momenti di una mitologia, Roma, Meltemi editore, 2003, ISBN 88-8353-224-4.
- Alberto Borghini e Francesca De Carlo, Figure e figurazioni dell'immaginario in Piemonte e Valle d'Aosta. Nuovi reperimenti per un lessico del simbolico-immaginario, 1 e 2, Piazza al Serchio, Centro di documentazione della tradizione orale, 2013-2014. URL consultato il 24 aprile 2021.
- Schemi sintattici e schemi narrativi: le frasi causali e le frasi concessive, in Linguistica e Letteratura n.1-2, Pisa, Fabrizio Serra, 1984.
- Il formaggio, l'empetalis e un passo di Aristofane (Acharn. 1125). Ancora negli intorni della pizza, in Storia, antropologia e scienze del linguaggio, XX, Roma, Bulzoni, 2005, ISSN 0394-7963 (WC · ACNP).
- Le “Donne di fuora” “Padroni del luogo”: un presumibile corrispondente antico e una proposta etimologica, in Le Apuane. Rivista di cultura storia etnologia, n. 55, Centro Culturale Apuano, 2008.
- Il messaggio come fatto di lingua: linee di orientamento per una grammatica del simbolico, in Quae omnia bella devoratis. Studi in memoria di Edoardo Vineis, Pisa, Edizioni ETS, 2010, ISBN 978-884672705-3.
- Contesto folklorico, contesto non immediato, abduzione. Una prospettiva semiotica peirceana, in Serclus, n. 2, 2021.